# Stazione di Soncino
Stazione di Soncino 1956-ban bezárt vasútállomás Olaszországban, Lombardia régióban, Soncino településen.

## Vasútvonalak
Az állomást az alábbi vasútvonalak érintették:
- Cremona-Iseo-vasútvonal

## Kapcsolódó állomások
A vasútállomáshoz az alábbi állomások vannak a legközelebb:
- Orzinuovi (Cremona-Iseo-vasútvonal, kelet)
- Villacampagna railway halt (Cremona-Iseo-vasútvonal, dél)